# Bienvenue chez vous
Bienvenue chez vous était une émission de télévision française et luxembourgeoise diffusée sur RTL9 Est du 6 septembre 1999 au 25 juin 2010.
L'émission était présentée à l'origine par Jean-Luc Bertrand en compagnie de Valérie Géhin. Jean Balczesak rejoint le plateau de l'émission en 2002. Fin 2005, l’émission est présentée uniquement par Jean-Luc Bertrand jusqu'en septembre 2006. Cette même année fut marquée en septembre par le grand retour de Marylene Bergmann après 9 ans d'absence sur RTL9 (elle officiait jusque-là sur RTL-TVI), puis aussi de 2002 à 2008 la belge Nancy Sinatra pour le mercredi avec la chronique jeunesse en duo avec Charlotte Gomez. Elle officiait en tant que pigiste deux fois par semaine (lundi et mercredi, puis lundi et vendredi) dans plusieurs chroniques en alternance (psychologie, mode, revue de presse, etc.).
L'émission avait succédé à C'est arrivé près de chez nous.

## Diffusion
L'émission est diffusée sur RTL9 en Lorraine du lundi au vendredi de 17h40 à 18h10

## Principe
Bienvenue chez vous diffusait des reportages sur l'actualité de la Lorraine (événementiel, politique, sportive, culinaire, sociale, artistique, jardinage, relooking, rétro, etc.) parfois en compagnie d'invités de la région ou d'artistes de réputation nationale et internationale.

## Arrêt
L'émission s'est arrêtée le vendredi 25 juin 2010 avec comme invité un fidèle téléspectateur pour représenter tout le public qui a soutenu les deux animateurs durant 30 années. La société de production AB-TV Metz a cessé son activité le 30 juin 2010,, mettant fin à 55 ans et 6 mois de présence en hertzien terrestre sur la Lorraine.